# Reloj astronómico del Congreso de los Diputados (España)
El reloj astronómico del Congreso de los Diputados es una obra realizada por Alberto Billeter entre 1854 y 1857. Está ubicado en el Palacio de las Cortes, en Madrid (España).

## Historia
El reloj fue fabricado por Billeter en su taller en Villa de Gracia (Barcelona), abierto en 1850. Billeter, nacido en 1815 en la localidad suiza de La Chaux-de-Fonds, se había iniciado en el mundo de la relojería a los 17 años, cursando estudios probablemente en la Technicum de su ciudad natal, tras lo cual se establecería en Italia antes de cumplir los 35 años para en 1850 asentarse en Barcelona. En enero de 1858, recién terminado el reloj (su primera gran obra en España), Billeter escribió una carta al Congreso de los Diputados plasmando la deplorable situación en aquel entonces de la relojería en todo el país, los motivos que le llevaron a crear la pieza, y su intención de venderla al Congreso y fundar con el dinero recibido un gran establecimiento para la construcción de relojes:: 13–14 

En el glorioso reinado de S. M. Doña Isabel Segunda, en que a la sombra de las instituciones liberales tan notables progresos han hecho todas las artes y las ciencias exactas participando del impulso general que les imprime en todo el mundo el espíritu civilizador del siglo, parece natural que una de las principales, así para las necesidades usuales de la vida, no menos que como auxiliar de las ciencias físicas, la relojería, participase en España de la marcha progresiva que han recibido las demás.

Notorio es que el bello arte destinado a consignar la división del tiempo, se halla aquí en un lamentable atraso, no ciertamente por falta de ingenio y habilidad de los artistas españoles, sino por el poco estímulo que hallan sus esfuerzos y las dificultades con que tienen que luchar para llegar al grado de perfección, sin el cual la relojería viene a ser un arte inútil, siendo muy doloroso tener que acudir al extranjero, y muy particularmente a Inglaterra a fin de obtener buenos relojes para el uso ordinario y cronómetros para la Marina Real y mercante, cuando sobran en España elementos para producir estos artículos con igual perfección, como algunos de los que vienen a la Península son construidos por artistas españoles establecidos en Inglaterra, donde han logrado formarse una alta reputación, y que podrían haber honrado a su patria con sus obras. 
El que suscribe se halla animado de la noble ambición de elevar en España la relojería al grado de perfección que es indispensable a su universal utilidad. Fácil le hubiera sido solicitar protección y auxilios para llevar a cabo su intento, valiéndose de los medios ordinarios de la persuasión y del benévolo favor de las Cortes o del Gobierno; pero penetrado de que antes de solicitarlo le cumplía probar que no eran vanas sus ofertas y que no carecía en sí mismo de derechos para aspirar a la distinción honrosa que ambiciona y deseando además deber a sus propios esfuerzos los recursos necesarios para desarrollar su pensamiento, concibió la idea de construir en Barcelona, donde se halla establecido, un reloj astronómico de tal importancia científica que a ninguno cediera en Europa, sino al célebre de Estrasburgo, reconocido universalmente como la primera obra de su clase hasta el siglo presente.
Tres años de difíciles cálculos, de laborioso trabajo y de considerables dispendios ha costado al que suscribe la ejecución del reloj astronómico cuya descripción acompaña y que hoy ofrece al Congreso de los Diputados. Esta obra científico-artística, por su importancia, excede de los límites de un artículo comercializable. Puede ser considerada como Nacional; acaso merecería formar parte de sus glorias y figurar allí donde la Nación se halla representada. 
Si el Congreso de los Diputados se digna adquirirla y remunera los esfuerzos del artista, proporcionará a éste además de la honra que le reportará tan señalada honra, los medios para fundar en España un grandioso establecimiento para la construcción de relojes y cronómetros perfeccionados, en nada inferiores a los extranjeros y emancipar a España, al menos en este ramo, de la industria extranjera.

La suma de esfuerzos individuales, como los que ha hecho y se propone hacer, el que suscribe, constituye en último término la preponderancia industrial de las Naciones y se atreve a esperar que no en vano acudirá a la benevolencia, a la ilustración y al amor a las artes Españolas que alientan a los dignos representantes de la Nación.
Madrid a 21 de enero de 1858.: 14–15 

El recientemente electo Presidente del Congreso Juan Bravo Murillo, tras haber intercambiado una abundante correspondencia con Billeter y otras personalidades, decidió solicitar informes al director del Real Observatorio de Madrid Antonio Aguilar, quien concluyó lo siguiente:: 15 

[...] el resultado de las comparaciones verificadas del reloj astronómico de Billeter con un cronómetro de este Real Observatorio es el siguiente: 1.º Que las irregularidades, aunque pequeñas, del movimiento diurno del péndulo de Billeter no permiten que se le considere como un instrumento de precisión y que el nombre de péndulo astronómico no le conviene de manera alguna. 2.º Que para las necesidades comunes de la vida y para señalar aproximadamente la situación de los cuerpos del sistema planetario es más que suficientemente exacto.: 15 

Teniendo en cuenta este informe así como otras valoraciones conservadas en los archivos del Palacio de las Cortes, el Congreso, el cual creó una comisión al efecto, acordó la adquisición del reloj astronómico por un precio de 6000 duros en concepto de «recompensa nacional por sus trabajos científicos»,: 15  dinero que sería abonado a Billeter en la siguiente legislatura y tras un año de funcionamiento del reloj.: 292  El acuerdo de compra se efectuó en una sesión secreta celebrada el 7 de abril de 1858, habiendo sido la obra expuesta con anterioridad en el Ministerio de Fomento y en el vestíbulo del Palacio de las Cortes para que los diputados pudieran comprobar su valor:

La Comisión de gobierno interior ha examinado la exposición que D. Alberto Billeter, relojero mecánico establecido en Barcelona, ha elevado al Congreso en solicitud de que este se digne adquirir el reloj astronómico que ha inventado y construido.

Expuesto dicho reloj primero en el Ministerio de Fomento y después en el vestíbulo de este Palacio, ya han podido los Sres. Diputados convencerse de su importancia, respecto de la cual es inútil por lo tanto detenerse a hacer ninguna observación.
La Comisión cree que una obra tan notable es digna de figurar en el Palacio del Congreso, y cree igualmente que su adquisición por este Cuerpo, a la par que sería una recompensa merecida para el autor de ella, serviría de estímulo a los artistas en general y facilitaría los medios de que se creara en España un establecimiento útil de que hoy se carece puesto que Billeter se compromete a emplear el producto de su obra precisamente en fundar un gran taller de relojería y cronómetros para la Marina con arreglo a los últimos adelantos de la ciencia.
En virtud de estas consideraciones, la Comisión tiene el honor de proponer al Congreso se sirva autorizarla, si lo juzga oportuno, para la adquisición del reloj mencionado en los términos siguientes.

Se autoriza a la Comisión de gobierno interior para comprar el reloj astronómico inventado y construido por D. Alberto Billeter, relojero mecánico establecido en Barcelona, asegurándose previamente por los medios que le sugiero su celo del verdadero mérito de dicha obra y del precio en que deberá valuarse, a fin de verificar su adquisición sin que en ella queden perjudicados los intereses del Gobierno ni los del artista autor de aquella.
Palacio del Congreso 7 de abril de 1858.

Sometido a un proceso de restauración por parte del maestro relojero Juan José Ontalva en 1982,: 15  el reloj, ubicado en uno de los escritorios adyacentes al Salón de los Pasos Perdidos, sigue funcionando en la actualidad.

## Descripción
El reloj se halla en un mueble realizado en madera de caoba y palo de rosa con incrustaciones de metal y nácar, obra de la ebanistería de Agustín Moragas en 1857 tal y como consta en la base de la estructura, la cual se sustenta sobre cuatro patas con forma de garra de león. Dividido en dos cuerpos, la parte superior posee una circunferencia con representaciones del Sol, la Tierra, la Luna y la estrella polar; la Tierra figura en el extremo de una barra y rodeada por un disco al que se halla fijada la Luna, mientras que la estrella polar se ubica en la punta de una varilla sujeta al eje central, donde se sitúa el Sol: los movimientos de la barra y la varilla indican la posición de estos tres elementos con respecto al astro solar, mostrándose así mismo las fases de la Luna gracias a que esta posee las mitades de distinto color y realiza los movimientos de traslación y rotación. La circunferencia, dividida en 360° (con los 0° situados en el 31 de marzo o primer punto de Aries, también llamado punto vernal),: 292  está ornamentada alrededor con imágenes representativas de los signos del Zodíaco, constando a la derecha el equinoccio de primavera, a la izquierda el equinoccio de otoño, abajo el solsticio de invierno (perigeo), y arriba el solsticio de verano (apogeo). En lo relativo a las imágenes de los signos zodiacales, la correspondiente a Virgo alberga numerosas similitudes con las bailarinas de la Villa de Cicerón, particularmente con la bailarina del libro III (Tabla XXVIII) de Le Antichità di Ercolano Esposte.
Por su parte, en la zona inferior se halla un calendario el cual muestra, entre otros, el día de la semana, el mes, el año, la hora local, la ecuación del tiempo y una representación de la esfera celeste; esta última, situada debajo de la zona central, consiste en una circunferencia de cristal traslúcido rodeada por un anillo en el que figuran los signos zodiacales, indicándose en ella la posición de los entonces once planetas del sistema solar, representados por estrellas doradas sujetas a otra de mayor tamaño ubicada en el eje central la cual simboliza el Sol (cuando todavía funcionaba la corriente eléctrica de 125 voltios para la que fue diseñada la maquinaria, la esfera se iluminaba produciendo un efecto de luz azul cobalto). De acuerdo con un informe redactado en Madrid en junio de 1919 por el relojero técnico F. Stauffer, las revoluciones de los planetas en el reloj son las siguientes:
| Planeta  | Tiempo en dar una vuelta completa al Sol | Tiempo en dar una vuelta completa sobre su eje |
| -------- | ---------------------------------------- | ---------------------------------------------- |
| Mercurio | 87,97 días                               | 24 horas, 5 minutos y 3 segundos               |
| Venus    | 224,7 días                               | 23 horas, 21 minutos y 8 segundos              |
| Tierra   | 365,25 días                              | 23 horas, 56 minutos y 37 segundos             |
| Marte    | 686,97 días                              | 24 horas, 37 minutos y 3 segundos              |
| Vesta    | 1325,6 días                              |                                                |
| Juno     | 1592 días                                |                                                |
| Ceres    | 1681,4 días                              |                                                |
| Palas    | 1685,3 días                              |                                                |
| Júpiter  | 4332,6 días                              | 9 horas, 55 minutos y 7 segundos               |
| Saturno  | 10759,2 días                             | 10 horas y 30 minutos                          |
| Urano    | 30688,4 días                             |                                                |

Bajo la esfera celeste destacan tres diales los cuales contienen respectivamente un termómetro, un barómetro y un higrómetro, hallándose a ambos lados otros veinte diales de menor tamaño en los que se indican las horas de diferentes lugares alrededor del mundo (Roma, París, Londres, Múnich, Viena, Berlín, Berna, San Petersburgo, Lisboa, Constantinopla, Jerusalén, Manila, Ispahán, Calcuta, Pekín, La Habana, Nueva York, Río de Janeiro, Montevideo y Nueva Zelanda). Encima de la zona central destacan cinco diales dispuestos de forma triangular: el de la cúspide marca los segundos y exhibe el nombre del autor y el año, dejando a la vista parte del mecanismo; los dos de debajo señalan la hora del meridiano de Greenwich el de la izquierda y la ecuación del tiempo el de la derecha; y los dos de la base, justo encima de la esfera celeste, indican la hora de la salida del Sol el de la izquierda y la hora de la puesta el de la derecha. Finalmente, en la fila superior cuatro diales muestran, de izquierda a derecha, el día de la semana, el día del mes, el mes y los años bisiestos.

## Legado
El reloj astronómico, considerado la joya del Congreso de los Diputados, gozó de tal éxito en la esfera política madrileña que el Senado, tal vez por una cuestión de rivalidad, encargó poco después a Billeter la construcción de un reloj similar a nivel funcional aunque de tamaño superior para el Palacio del Senado, conservado a día de hoy en la Real Academia de Ciencias y Artes de Barcelona.: 16–17  Además de ser una de las piezas de mayor valor del Palacio de las Cortes, su fama ha llevado a que la sala que ocupa sea llamada Escritorio del Reloj en su honor.